# Mimosa hexandra
Mimosa hexandra är en ärtväxtart som beskrevs av Marc Micheli. Mimosa hexandra ingår i släktet mimosor, och familjen ärtväxter. Inga underarter finns listade i Catalogue of Life.